# Albefeuille-Lagarde
Albefeuille-Lagarde é uma comuna francesa na região administrativa de Occitânia, no departamento de Tarn-et-Garonne. Estende-se por uma área de 8,03 km². Em 2010 a comuna tinha 648 habitantes (densidade: 80,7 hab./km²).